# Бакырша
Бакырша (каз. Бақырша) — село в Туркестанской области Казахстана. Находится в подчинении городской администрации Арыса. Входит в состав Монтайтасского сельского округа. Код КАТО — 511645300.

## Население
В 1999 году население села составляло 105 человек (55 мужчин и 50 женщин). По данным переписи 2009 года, в селе проживало 120 человек (61 мужчина и 59 женщин).